# Ian Alexander McDonald
Ian Alexander McDonald (geb. 1922 in Perth; gest. 1990) war ein australischer Gynäkologe und Geburtshelfer.
Die Zervixcerclage nach McDonald wurde nach ihm benannt. Hierzu entwickelte er im Jahre 1957 zur Vermeidung von Frühgeburten bei einer Zervixinsuffizienz die Cerclage, bei der eine Art Tabaksbeutelnaht rund um die Zervix gelegt und vorne verknüpft wird. Es handelt sich um ein eher einfaches Verfahren. Da die Naht aufgrund der vaginalen Anatomie nicht in unmittelbarer Nähe des inneren Muttermunds platziert wird, ist sie zumindest theoretisch weniger wirksam als andere publizierte Verfahren. In der Praxis zeigen nur wenige Studien signifikante Unterschiede zur Methode nach Shirodkar, die dieser 1955 in Bombay entwickelt hatte. Amerikanische Geburtshelfer bevorzugten deshalb aufgrund der einfacheren Vorgehensweise die McDonald-Cerclage. Das Verfahren gilt seit den 1980er Jahren als obsolet, da in Studien keine Verlängerung der Schwangerschaftsdauer nachgewiesen werden konnte. Es wird nur noch die therapeutische Zervixcerclage bei vorzeitig eröffnetem Muttermund angelegt.

## Werke
- Ian A. McDonald: A Method of Obstetrics and Gynaecology. Pergamon Press Australia, 1971, ISBN 0-08-017537-6.